# Leslie Hamlyn Williams
Sir Leslie Hamlyn Williams, britanski general, * 1892, † 1956.